# Colophon stokoei
Colophon stokoei је инсект из реда тврдокрилаца (Coleoptera) и породице јеленака (Lucanidae).

## Распрострањење
Ареал врсте је ограничен на једну државу. Јужноафричка Република је једино познато природно станиште врсте.

## Угроженост
Ова врста се сматра рањивом у погледу угрожености врсте од изумирања.